# Діамантниця жовтоброва
Діамантниця жовтоброва (Pardalotus rubricatus) — вид горобцеподібних птахів родини діамантницевих (Pardalotidae).

## Поширення
Ендемік Австралії. Поширений на значній частині території країни на північ від озера Ейр. Мешкає в евкаліптових лісах різноманітних типів.

## Опис
Дрібна пташка завдовжки 9-11 см, вагою 9-14 г. Основне оперення тіла сіре. Криючі крил та хвіст чорні. Махові чорні з золотисто-жовтою основою. На голові є чорна шапинка з білими цятками, над оком червоно-помаранчева смуга. Горло жовте. Груди і черево бежеві з рожевим відтінком.

## Спосіб життя
Трапляється поодинці або парами. У позашлюбний період може приєднуватися до змішаних зграй. Живиться комахами, яких шукає у кронах дерев. Велику частку в раціоні складає падь, яку виробляють листоблішки.

## Розмноження
Утворюють могогамні пари. Розмножується впродовж усього року, з піками між серпнем та жовтнем. Гніздяться у норах в землі на берегах річок або урвищах. Тунель завдовжки до 1,2 м риють обидва батьки. Може використовувати закинуті нори інших тварин. Виводкову камеру вистелюють травою та шматочками кори. У кладці три-п'ять яєць. Інкубація триває близько 20 днів. Приблизно через 25 днів пташенята стають на крило.